# Битва под Чудновом
Битва под Чудновом — сражение Русско-польской войны 1654—1667, состоявшееся 27 сентября — 4 ноября 1660 года около местечка Чуднов. Войска Речи Посполитой в союзе с крымскими татарами нанесли тяжелое поражение русско-казацкой армии под командованием боярина Василия Шереметева и наказного гетмана Тимофея Цецюры.

## Предыстория
После сражения под Любаром русская армия боярина и воеводы Василия Шереметева начала отступление к Чуднову. Отвод войск осуществлялся табором, телеги служили прикрытием от огня и стрел противника. Для защиты от пуль на возы насыпали землю и поставили лёгкие пушки. Между 16 рядами повозок двигалась кавалерия и пехота, пресекая попытки разорвать боевой порядок и напасть на табор. Впереди шёл отряд, прорубавший просеку сквозь лес.
По сообщению польских источников, «свидетели, которые видели этот большой подвижный табор, удивлялись его конструкции и называли Шереметева истинным полководцем. Говорили, что он своё отступление выполнял по всем правилам военного искусства и в полном порядке». В таком порядке русская армия прошла сквозь лес, прорубив просеку. Попытки атаковать русский табор не приносили результата польско-татарской армии.
Однако вскоре полякам удалось организовать артиллерийскую засаду на переправе через реку. В результате боя Шереметев потерял 7 орудий и примерно треть возов с припасами. 27 сентября русская армия встала лагерем у Чуднова. Здесь Шереметев надеялся дождаться подхода армии Юрия Хмельницкого. Не собираясь долго задерживаться под Чудновом, Шереметев даже не занял господствовавший над округой Чудновский замок, чем воспользовалась польская сторона. В Чуднове Шереметев пополнил свои силы войсками гарнизона в 1000 человек, которые были им оставлены в городе ранее во время наступления.

## Силы сторон
Королевская армия насчитывала 27 тысяч человек, не считая около 12-15 тысяч татар и 1,5 тыс. казаков Ивана Выговского. В её состав входили 700 крылатых гусар, 7900 панцирных товарищей, 3400 лёгких кавалеристов, 1500 рейтар, 4500 драгун и 9600 пехотинцев.
Шереметев располагал 15-тысячной армией (не считая казаков) в составе трёх воеводских полков самого Шереметева и князей Щербатова и Козловского. Две трети армии боярина и воеводы состояли из полков нового строя: рейтарские полки Фёдора Зыкова, Ягана фон Говена, Андрея Чубарова, Ивана Ельчанинова, Александра Вода, Семёна Скорнякова-Писарева и Ивана Шепелева; солдатские полки Даниила Крафорта и Николая Фанстадена, драгунский полк Кашпира Яндера, а также московский стрелецкий приказ Ивана Монастырёва.
Под командованием наказного гетмана Цецюры находились полки Войска Запорожского: Киевский — Василия Дворецкого, Миргородский — Павла Апостола, Нежинский — Василия Золотаренко, Полтавский — Фёдора Жученко, Черниговский — Аникея Силича, Лубенский — Якова Засадка.
Характеризуя русскую армию Шереметева, увиденную поляками в сентябре 1660 года, польский участник событий Ян Зеленевицкий сообщает: «Войско было отличное и многочисленное. Конница щеголяла множеством чистокровных лошадей и хорошим вооружением. Ратные люди отчётливо исполняли все движения, в точности соблюдая ряды и необходимые размеры шага и поворота. Когда заходило правое крыло, левое стояло на месте в полном порядке, и наоборот. Со стороны эта стройная масса воинов представляла прекрасное зрелище, то же самое и пехота. Вообще войско было хорошо выправлено и обучено, то были не новобранцы, а почти ветераны…». Зеленевич также упоминает «превосходную надворную роту самого главнокомандующего», «полк отлично вооружённых дворян», «всадников в латах, с великолепным оружием и на превосходных лошадях».
Описывая запорожские казацкие полки Цецюры, польский автор отмечает их низкие боевые качества и сравнивает со «стадом».

## Сражение
27 сентября 1660 года лагерь Шереметева и Цецюры был окружён со всех сторон польским и крымскотатарским войском. Русские и казаки разбили лагерь «в северо-восточной стороне от города, оградив его возами и валами». Польская армия встала восточнее, перекрыв шанцами дорогу в направлении Пятки. Татары расположились на полях вокруг, препятствуя вылазкам осаждённых.

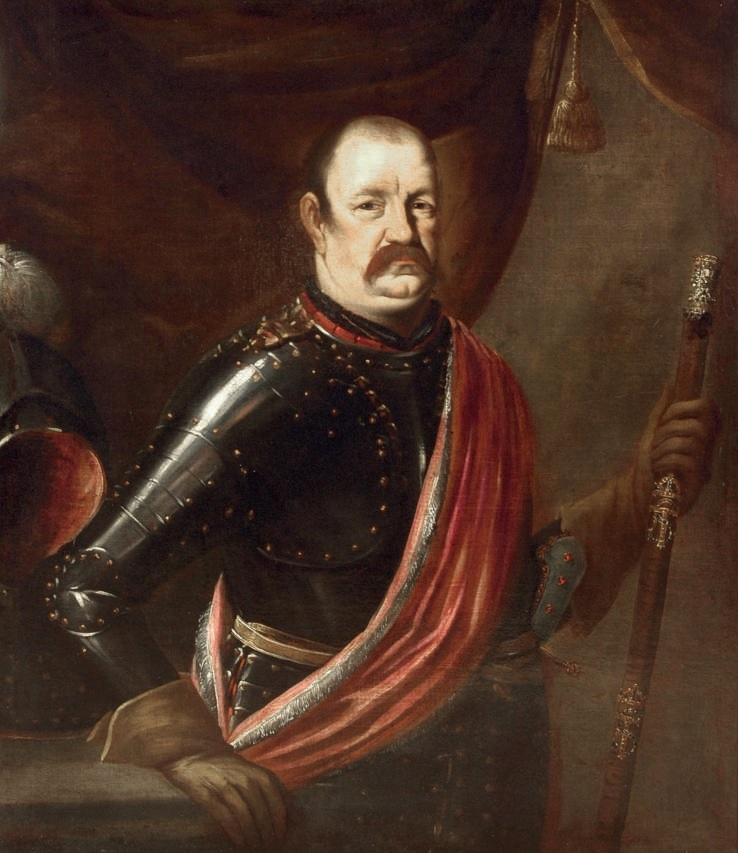
Великий коронный маршалок Ежи Себастьян Любомирский

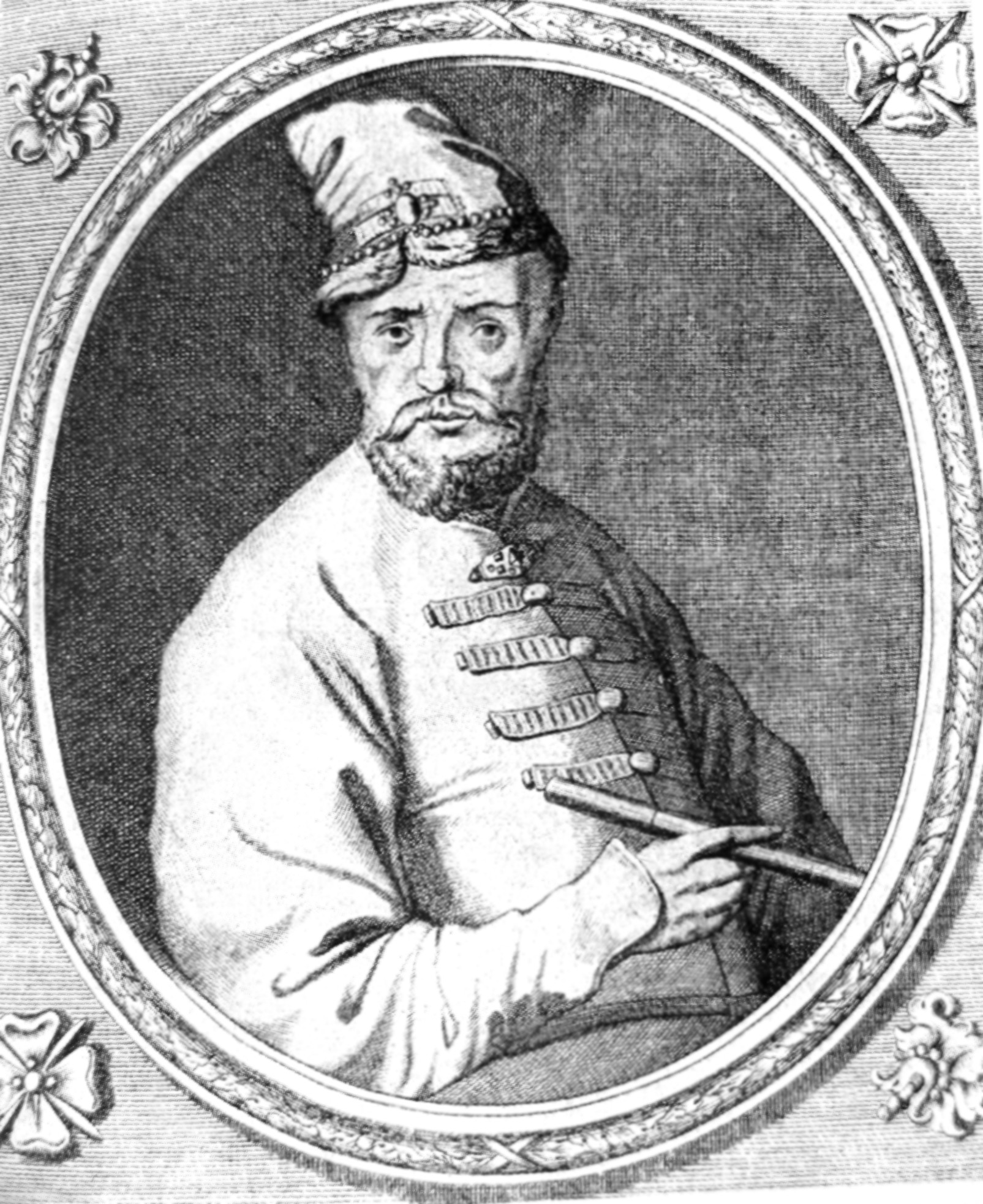
Боярин, воевода и наместник белозерский Василий Борисович Шереметев

«Оба табора, и московский, и польский, находились в северо-восточной части от города… московская армия стояла на взгорье, налево от дороги, что ведёт от Чуднова через Дубище» на правом берегу реки Тетерев.
28 сентября полякам стало известно о подходе на помощь Шереметеву и Цецюре армии гетмана Юрия Хмельницкого. Против него был направлен отряд Любомирского с 9000 поляков (5500 кавалерии, 500 драгун, 1000 пехоты и 2000 казаков Выговского) и около 15 тыс. татар с нурадин-султаном. 8 октября, узнав о подходе войск Хмельницкого к Слободищу, голодные и усталые русские воины попытались прорваться из лагеря и выступили по дороге на Пятки. Конница Потоцкого и Крымские татары атаковали армию противника, но были отбиты. Остановить армию противника поляки смогли, только когда в бой вступила польская пехота и артиллерия.
Повторная попытка прорыва 13-14 октября была более успешной. В ночь с 13 на 14 октября «Шереметев решился на отчаянную попытку пробиться из окружения. Часть возов он приказал спалить. Оставшиеся построить квадратом, раненых положили на возы табора». Перед рассветом русские выступили. Польские войска попытались остановить передвижение армии противника, но две атаки гусар были отбиты и Шереметев упорно шёл вперёд. В полдень 14 октября гетман Потоцкий начал третью атаку с правого фланга, а татары всеми силами ударили с фронта. Противнику удалось сбить русско-казацкую армию с дороги влево, в сторону леса. Шереметев был вынужден остановиться в болотистом месте. Противник даже несколько раз врывался в табор, но боярин и воевода «привёл в порядок ряды русского войска и все свои силы бросил против гусаров… тяжёлая битва длилась около 4 часов… Русское войско защищалось так исправно и сильно, что поляки и татары снова были вынуждены отступить».
Тем временем Хмельницкий, потерпев неудачу в боях под Слободищем, начал переговоры с поляками, и 17 октября был подписан Слободищенский трактат, во многом дублировавший Гадячский договор 1658 года, но уже не предусматривавший политической автономии русских земель. Дивизия Любомирского вернулась к блокаде табора Шереметева.
17 октября киевский воевода князь Юрий Барятинский с отрядом из 4288 человек вышел на помощь Шереметеву, но дошёл только до Брусилова. Поляки направили против него крупные силы во главе с Яном Собеским, и князь вернулся в Киев. 21 октября, узнав о переходе Хмельницкого на сторону поляков, к ним также перешёл наказной гетман Цецюра. С ним из лагеря бежало около 2 тысяч казаков, часть из которых оказалась перебита или захвачена татарами.
Армия Шереметева оказалась в отчаянном положении. Утратив возможность вырваться из окружения, Шереметев начал переговоры. 26 октября из русского лагеря к полякам приехал думный дворянин Иван Акинфиев с предложением мирных переговоров. К этому времени в результате боевых действий и голода у русских уже не осталось лошадей, закончились все запасы пороха и пуль, а помощь так и не пришла. 4 ноября 1660 Шереметев был вынужден согласиться на капитуляцию. Поляки выпустили обезоруженных русских воинов. Плата за поражение была высокой: русские войска должны были оставить Киев, Переяслав, Чернигов и заплатить 300 000 рублей контрибуции. Шереметев остался в плену. В ночь с 4 на 5 ноября, «как только русские ратные люди числом около 10 000 выдали своё оружие, в их табор начали врываться татары и хватать их арканами. Тогда безоружные русские стали обороняться, чем попало. Татары пустили в ход стрелы, перебили много народу, а остальных около 8000 забрали в плен». Уступив требованиям татар, поляки выдали им Шереметева.

## Последствия
Чудновская катастрофа имела тяжёлые последствия для русских войск, понёсших значительные потери. Русские войска вынуждены были перейти к обороне. Переход Юрия Хмельницкого на сторону Польши вызвал новый виток гражданской войны среди запорожского казачества.
Однако силы поляков тоже были истощены, возникли серьёзные проблемы со снабжением и волнения, связанные с невыплатой жалования. Солдаты польской армии начали беспорядочное отступление. Комендант киевского гарнизона князь Барятинский вопреки соглашению Шереметева отказался сдавать город полякам, ему вторили жители Переяслава, поклявшиеся воевать с поляками до последнего. Польские войска не решились нападать, и оба города, а вместе с ними и Левобережная Гетманщина остались за Русским царством.
Характеризуя Чудновскую кампанию, царь Алексей Михайлович писал в декабре 1661 года наказному гетману Якиму Сомко: «…боярин наш Василей Борисович с товарыщи с нашими ратными людьми против непрятелей ходили, и церквей Божиих и городов, и мест украинных черкасских и домов ваших до разоренья не допустили, и кровь свою пролили, и головы свои складывали за вас, да за домы ваши…».